# نهر لورنتز
 يقع نهر لورنتز (أيضًا أونير أو أوندير) في مقاطعة بابوا الإندونيسية في غرب غينيا الجديدة، على بعد حوالي 3500 كم شمال شرق العاصمة الإندونيسية جاكرتا.  ينبع من سلسلة الجبال شرقي غربي وسطى جنوب غينيا الجديدة، وستدفق جنوبًا إلى بحر آرفورا في خليج فلامنغو. خلال الحملتان الهولندية الأولتان إلى جنوب غينيا الجديدة (1907-1910) كان يطلق عليه النهر الشمالي. في عام 1910 تم تغيير اسمه بعد المستكشف الهولندي هندريكس ألبرتوس لورينتز. بعد أن أصبح جزءا من إندونيسيا، وأعيدت تسميته لأونير، كما هو الحال في لغة المحلية لشعب أسمات، في حين أن اسم لورنتز لا يزال قيد الاستخدام. 

## التاريخ
في بداية القرن العشرين، لعب الجزء القابل للملاحة من النهر دورًا مهمًا في استكشاف غينيا الجديدة الهولندية في غرب غينيا الجديدة. قاد ثلاث حملات هولندية كبيرة من المصب إلى أعلى الجبال المغطاة بالثلوج المركزية، والتي لا تزال غير مستكشفة. كان الهدف من الحملات هو تغطية قمة فيلهلمينا (التي تسمى الآن بونشاك تريكورا) والتي تغطيها «الثلوج الأبدية». فشلت أولى حملات جنوب غينيا الجديدة الثلاث قبل الوصول إلى الجبل. وصلت الحملة الثانية إلى سفح فيلهلمينا المغطى بالثلوج، ولكن لم يتم غزو الجبل إلا في 21 فبراير 1913 خلال الحملة الاستكشافية الثالثة. 

## جغرافية
يتدفق النهر في المنطقة الجنوبية الغربية من بابوا مع مناخ الغابات المطيرة الاستوائية في الغالب (يُعرف باسم Af في تصنيف مناخ كوبن - جيجر).  متوسط درجة الحرارة السنوي في المنطقة هو 21 ° C. أكثر شهور دفئًا هو شهر أكتوبر، حيث يبلغ متوسط درجة الحرارة حوالي 23 درجة ° C، والأبرد هو يوليو، عند 20 درجة مئوية ° C.  متوسط هطول الأمطار السنوي هو 5547   مم. الشهر الأكثر رطوبة هو شهر مايو، بمتوسط 594 أقل هطول للأمطار هو في يوليو مع 384 ملم   مم الأمطار. 

## روابط خارجية
- خريطة وصور لنهر لورنتز من مؤسسة بابوا للحشرات.